# James Scott (książę)
James Scott (ur. 9 kwietnia 1649 w Rotterdamie, zm. 15 lipca 1685 w Tower w Londynie) – nieślubny syn króla Anglii i Szkocji Karola II Stuarta i jego pierwszej metresy Lucy Walter, pochodzącej ze średniozamożnej walijskiej rodziny szlacheckiej. Lucy, podobnie jak Karol, nie cieszyła się najlepszą reputacją i nie jest do końca pewne, czy Karol na pewno jest ojcem Jamesa Scotta.

## Kariera
Romans Karola i Lucy rozpoczął się w 1648 r., kiedy Karol, wtedy jeszcze książę, po klęsce rojalistów pod Naseby (1645 r.) udał się na wygnanie na kontynent i przebywał w Niderlandach u swojego szwagra Wilhelma II Orańskiego, w celu zdobycia pomocy przy organizacji desantu w Anglii (do którego ostatecznie nie doszło). James Scott był pierwszym z dwojga dzieci Karola i Lucy (drugim była córka, Mary Crofts) i pierwszym w ogóle dzieckiem Karola.
James przybył do Anglii w 1663 r. Niedługo później otrzymał tytuł księcia Monmouth z dodatkowymi tytułami hrabiego Doncaster i barona Scott of Tynedale. Ożenił się też z bogatą Anne Scott, 4. hrabiną Buccleuch. Nazajutrz po ślubie para otrzymała tytuły księcia i księżnej Buccleuch.
W 1665 r. Monmouth uczestniczył w drugiej wojnie angielsko-niderlandzkiej. Książę służył we flocie pod dowództwem brata swojego ojca, księcia Yorku. Niedługo po powrocie z wojny został dowódcą oddziału kawalerii. W 1669 r. otrzymał tytuł pułkownika Gwardii Królewskiej. Po śmierci generała George'a Moncka w 1670 r. Monmouth został dowódcą angielskich wojsk. Podczas trzeciej wojny angielsko-niderlandzkiej (1672-1674), Monmouth został wysłany na kontynent na czele 6 000 żołnierzy. Książę odznaczył się zwłaszcza w kampanii 1673 r. i podczas udanego oblężenia Maastricht. Na polach bitew w Holandii Monmouth zyskał sławę jednego z najlepszych brytyjskich dowódców.
W 1678 r. ponownie dowodził na kontynencie, tym razem oddziałami angielsko-niderlandzkimi walczącymi przeciwko Francji. Książę odznaczył się zwłaszcza w bitwie pod St. Denis, co jeszcze wzmocniło jego reputację jako dowódcy. Rok później Monmouth wrócił do Anglii i otrzymał polecenie stłumienia powstania w Szkocji. Dysponując przewagą liczebną rozgromił słabo uzbrojonych powstańców 22 czerwca 1679 r. pod Bothwell Bridge.

## Spisek

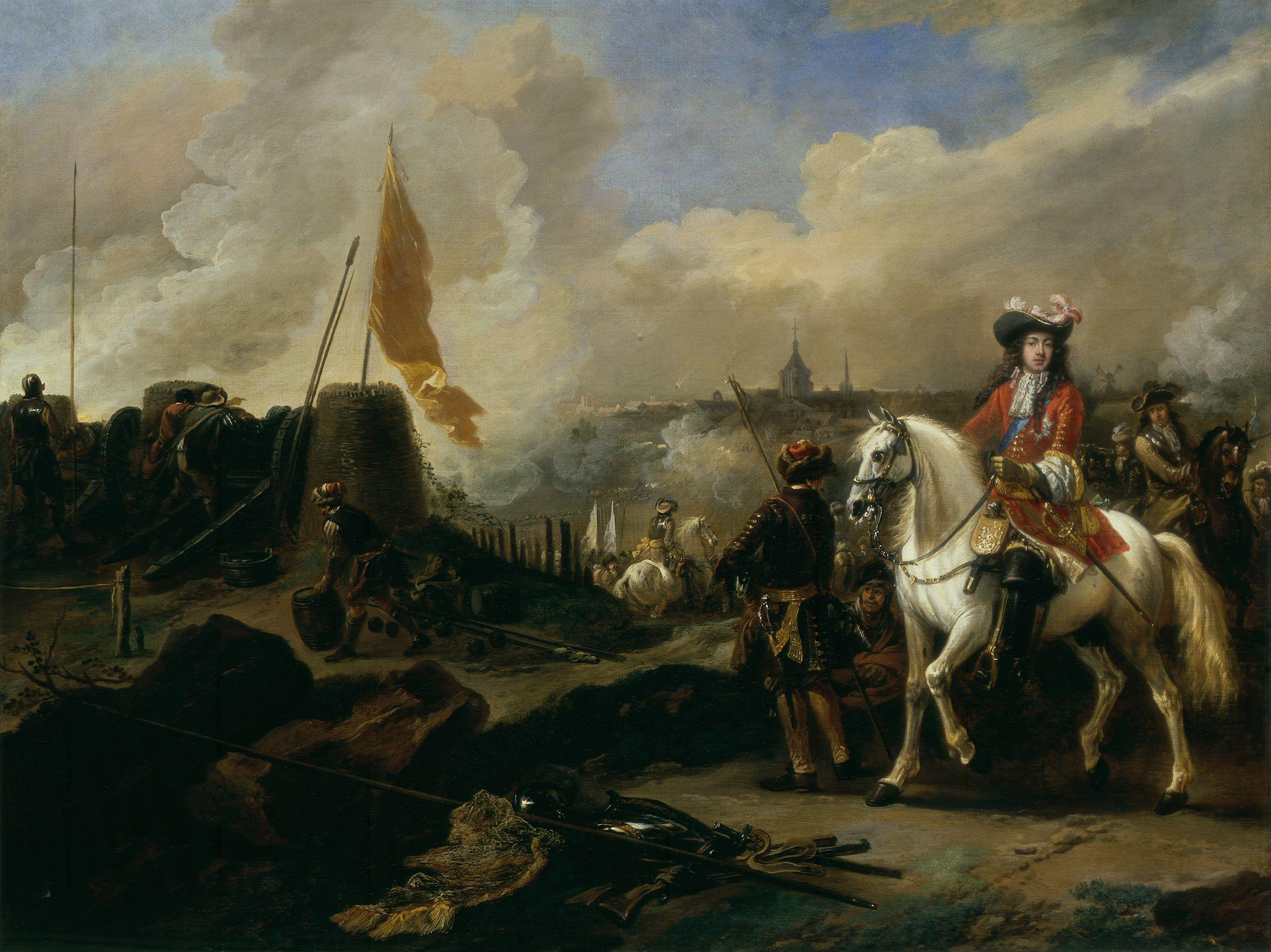

Dzięki swoim zdolnościom militarnym i przywiązaniu do protestantyzmu, książę zyskał wielką popularność wśród protestanckich polityków, którym nie podobała się perspektywa dziedziczenia tronu przez brata Karola II, który nie posiadał legalnego potomstwa, Jakuba, księcia Yorku, który był gorliwym katolikiem.
W 1678 r. powstał projekt Exclusion Bill, Ustawy o wykluczeniu, która wykluczała księcia Yorku z linii sukcesyjnej. Jako następcę Karola II wskazywała księcia Monmouth. Ta ustawa nie spodobała się jednak Karolowi II, który nie chcąc by została ona uchwalona, rozwiązał Parlament.
Wówczas Monmouth przyłączył się do spisku protestanckich polityków, którzy planowali zabić króla i księcia Yorku podczas ich powrotu z wyścigów w Newmarket. Plany spiskowcom pokrzyżował pożar Newmarket. Niedługo później spisek wyszedł na jaw, część jego członków została ścięta, reszta, w tym książę Monmouth, uciekła z kraju.
Monmouth schronił się w Niderlandach, ale nie porzucił myśli o koronie. Liczył, że po śmierci ojca uda mu się w pokojowy sposób uzyskać korony Anglii i Szkocji. Jednak wstąpienie na tron księcia Yorku jako Jakuba II (w Szkocji Jakuba VII) rozwiało te nadzieje. Monmouth próbował uzyskać pomoc namiestnika Niderlandów Wilhelma III Orańskiego, swojego ciotecznego brata, ale ten związany umowami z Jakubem II nie poparł pretensji księcia. Podobno Monmouth zabiegał również o poparcie cesarza Leopolda I, ale również bezskutecznie. Wówczas książę zdecydował się zdobyć koronę Anglii za pomocą oręża.

## Rebelia Monmoutha

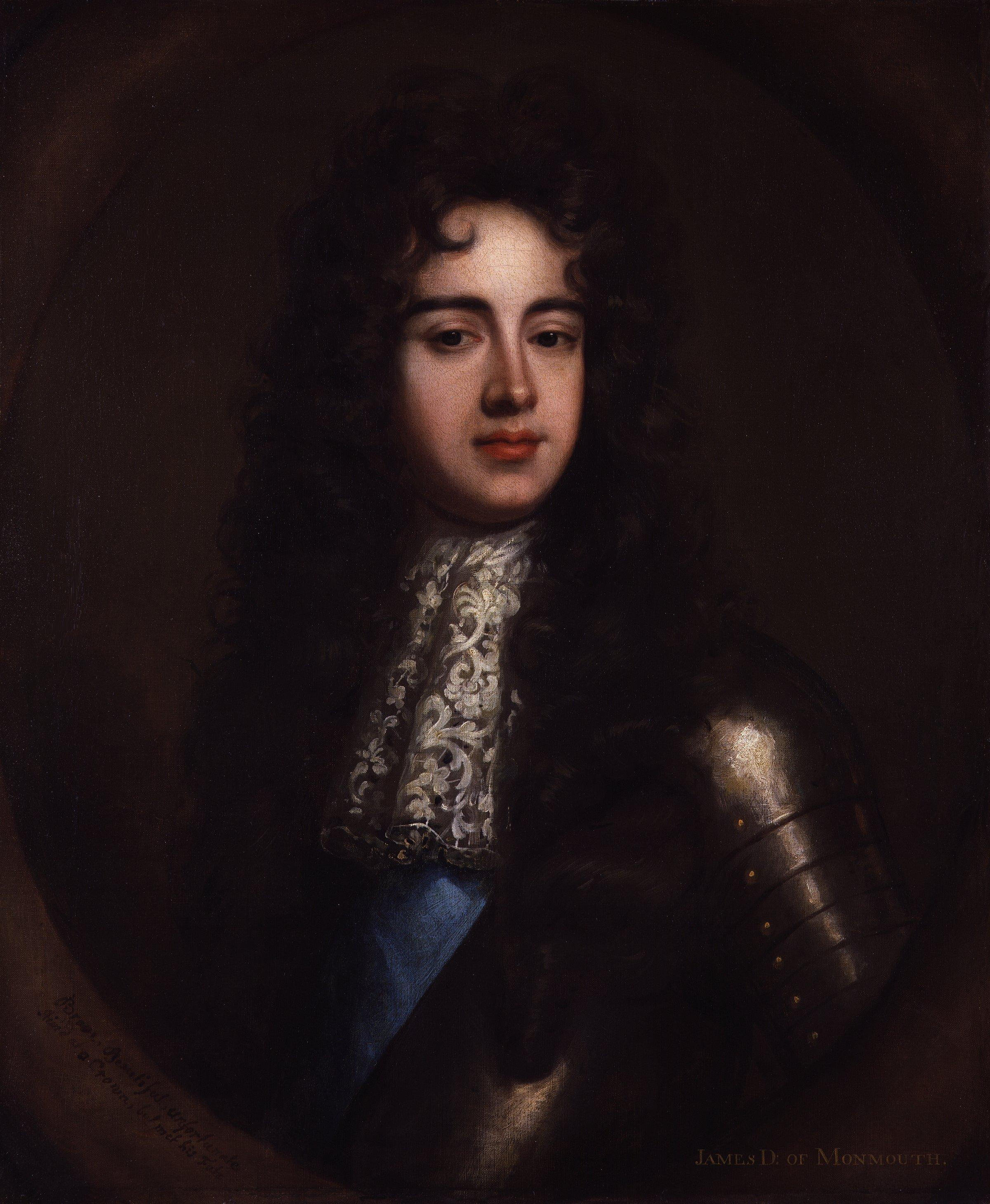
Książę Monmouth

W maju 1685 r. Monmouth zebrał 382 ludzi, 1500 muszkietów, 4 lekkie działka polowe i 3 małe statki, i wypłynął w kierunku południowo-zachodniej Anglii, regionu silnie protestanckiego. 11 czerwca książę wylądował w Dorset. Natychmiast wyruszyli gońcy do Londynu i już 13 czerwca król Jakub wiedział o lądowaniu pretendenta.
Tymczasem Monmouth ruszył na północ. Po drodze dołączyła się do niego grupa 6000 słabo uzbrojonych i niezorganizowanych farmerów. Wśród nich znajdował się późniejszy sławny pisarz Daniel Defoe. 18 czerwca rebelianci przybyli do Taunton, gdzie Monmouth ogłosił się królem, po czym ruszyli drogą na Brigdwater, w nadziei zdobycia Bristolu (wówczas drugiego co do wielkości, po Londynie, miasta w Anglii). Tymczasem Royal Navy zdobyła nieliczną flotę pretendenta, odcinając mu drogę ewakuacji na kontynent.
Po nieudanych próbach zdobycia Bristolu i Bath oraz niepomyślnie zakończonych starciach z wojskami królewskimi, Monmouth zdecydował się na odwrót (27 czerwca). W ślad za nim ruszyły wojska królewskie pod dowództwem Louisa de Duras, 2. hrabiego Feversham i Johna Churchilla. Do decydującej bitwy doszło 6 lipca pod Sedgemoor niedaleko Bridgwater, w okolicach Westonzoyland. Monmouth próbował zaskoczyć przeciwnika nocnym atakiem, ale ten plan się nie powiódł. Źle uzbrojone i niedoświadczone oddziały księcia nie potrafiły stawić skutecznego oporu regularnej armii. Armia pretendenta została doszczętnie rozbita, Monmouth uciekł z pola bitwy, ale został schwytany 8 lipca w New Forest.
Monmouth został przewieziony do Londynu i stanął przed sądem oskarżony o zdradę. Mimo błagania o łaskę król Jakub nie okazał miłosierdzia. 15 lipca kat Jack Ketch ośmioma uderzeniami topora odciął głowę niefortunnego pretendenta. Wszystkie jego tytuły zostały skonfiskowane, ale Wilhelm III przywrócił je dziedzicom księcia.
Jakub II niedługo utrzymał się na tronie. Faworyzowanie przezeń katolików nie podobało się Anglikom. Po narodzinach katolickiego następcy tronu wybuchło powstanie. Wilhelm Orański (zięć Jakuba) przepłynął kanał La Manche i objął tron Anglii. Jakub uciekł do Francji. Próbował jeszcze odzyskać tron, ale bez powodzenia. Zmarł na wygnaniu w 1701 r.

## Rodzina
20 kwietnia 1663 r. w Londynie James poślubił Anne Scott, 4. hrabinę Buccleuch, (11 lutego 1651 - 6 lutego 1732), córkę Francisa Scotta, 2. hrabiego Buccleuch, i lady Margaret Leslie, córki 6. hrabiego Rothes. James i Anne mieli razem czterech synów i trzy córki:
- Charles Scott (24 sierpnia 1672 - 9 lutego 1673/1674), hrabia Doncaster
- James Scott (23 maja 1674 - 14 marca 1705), hrabia Dalkeith
- Anne Scott (17 lutego 1675 - 13 sierpnia 1685)
- Henry Scott (1676 - 25 grudnia 1730), 1. hrabia Deloraine
- Francis Scott (1678 - 1679)
- Isabella Scott (zm. 18 lutego 1748)
- Charlotte Scott (zm. 1683)

Monmouth miał również nieślubne dzieci ze związku z Eleonor Needham:
- generał-major James Crofts (zm. w marcu 1732)
- Henriette Crofts (ok. 1682 - 27 lutego 1729/1730), żona Charlesa Pauleta, 2. księcia Bolton
- Isabel Crofts (zm. 1697)

Pod koniec życia Monmouth był związany z Henriettą Marią Wentworth.